# Khu bảo tồn thiên nhiên Cherny Zemli

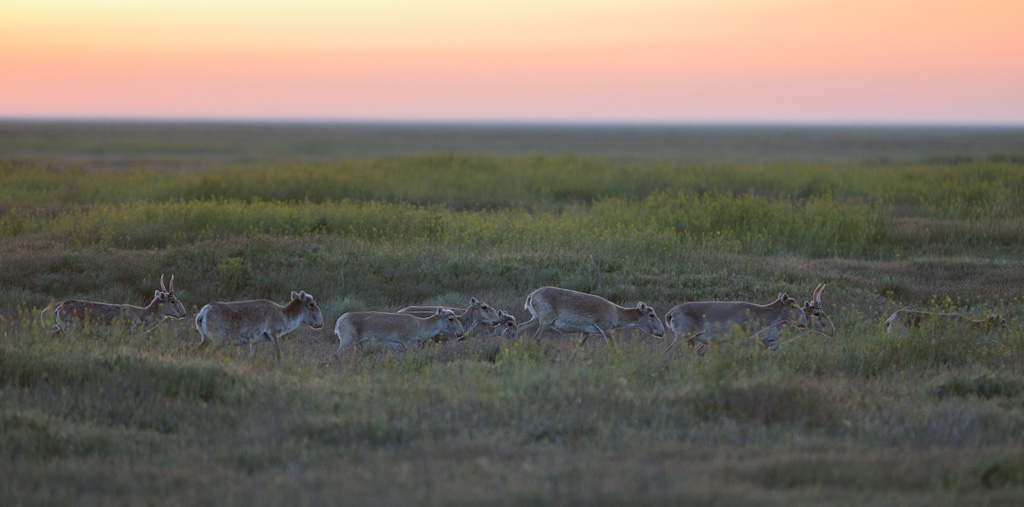

Khu bảo tồn thiên nhiên Cherny Zemli, tên đầy đủ là khu bảo tồn thiên nhiên Cherny Zemli Zapovednik (tiếng Nga: заповедник "Чёрные Земли", tức là "Vùng đất đen") là một khu bảo tồn thiên nhiên ở liên bang Nga, thuộc nước cộng hòa Kalmykia. Ban đầu nó được thành lập vào năm 1990 để bảo vệ loài linh dương Saiga (Saiga tatarica). Trong khi nền kinh tế của Kalmykia sụp đổ và loài linh dương Saiga bị suy giảm do nạn săn trộm để lấy thịt, sừng (sử dụng trong y học Trung Quốc) và sa mạc hóa do tình trạng chăn thả quá mức các loài gia súc. Phần chính của khu bảo tồn nằm ở phía Tây bắc của biển Caspian. Nó bao gồm diện tích 1.219 km ²,với một vùng đệm km 900 ². Khu bảo tồn cũng là nơi sinh sống của diệc trắng, chim cốc, và số ít các loài bồ nông.
Năm 1993, Cherny Zemli đã được chỉ định là một khu dự trữ sinh quyển của UNESCO.